# Nação Mestiça
O Nação Mestiça, ou Movimento Pardo-Mestiço Brasileiro, é uma organização brasileira de mestiços que tem por objetivo defender os interesses desse segmento, o qual representa grande parte da população brasileira e mundial.
Fundado em 2001, na cidade Manaus, no Amazonas, tem como objetivo valorizar o processo espontâneo de mestiçagem entre os diversos grupos étnicos e raciais do país e promover a defesa da identidade mestiça e o reconhecimento dos mestiços como herdeiros dos legados dos povos dos quais descendam. A atual presidente da organização é Helda Castro.
De acordo com o Nexo Jornal, o movimento ganhou atenção institucional durante o governo Bolsonaro, mas sua atuação não é expressiva no Brasil.

## Objetivos
O Brasil é um país com mais de 46,8% (segundo o censo do IBGE de 2019) de sua população constituída por mestiços, em sua maioria pardos, que se originaram, por vezes, da miscigenação espontânea e voluntária, e por vezes da miscigenação forçada — estupros, sequestros, escravização etc. — dos nativos brasileiros e pretos africanos pelo colonizador europeu. Mestiço brasileiro é definido pelo Movimento Nação Mestiça como a pessoa que assim se identifica, de cor parda ou não, e que é descendente de mestiço ou de qualquer miscigenação entre índio, branco, preto, amarelo ou outra identidade não mestiça, que se identifica como distinta destas e etnicamente de qualquer outra, e que é, como tal, reconhecida pela comunidade da etnia mestiça brasileira (nacional, nativa, unitária, indivisível, originada e constituída durante o processo de formação da Nação brasileira e exclusiva e inseparavelmente unida a esta).
A Organização dedica-se, entre outras causas, à valorização de um suposto "processo espontâneo" de mestiçagem entre os diversos grupos étnicos do país, à promoção e defesa da identidade mestiça (dentro da qual se incluem os pardos) e ao reconhecimento dos mestiços como herdeiros dos legados dos povos nativos e de outros dos quais descendam. Além de articular ações de promoção da integração étnico-racial brasileira, defende irrestritamente oportunidades iguais para todos os brasileiros, não importando sua identidade ou origem, condenando o atrelamento a partidos políticos e defendendo a pluralidade dentro do movimento mestiço. Tem atuado também a favor da erradicação da marginalização das minorias étnicas e raciais, visando à redução das desigualdades sociais e regionais. 
Em seus estatutos o Nação Mestiça defende a democracia e a liberdade de expressão, opondo-se a ideologias e regimes políticos antidemocráticos (de direita e de esquerda), como também a governos racistas ou segregacionistas. Defende o estado de direito, a liberdade irrestrita de expressão e o pluralismo ideológico e político, entendendo que estes são mais eficazes no combate ao racismo. 
Influenciados por pensadores como Gilberto Freyre e Darcy Ribeiro, afirmam a identidade étnico-nacional do povo brasileiro definida após um processo de mestiçagem entre várias raízes.

## Atividades recentes e atuais no Brasil
Tem atuado junto a fóruns e organizações de defesa dos direitos humanos e participou, após sofrer forte oposição de lideranças do movimento negro e indígena, da 1ª Conferência Nacional de Políticas de Promoção da Igualdade Racial (Brasília, 2005), com a única delegada mestiça do evento, atuando na instituição do Dia do Mestiço (27 de junho) no Amazonas, Roraima, Paraíba e Mato Grosso. O movimento tem também sido crítico da política étnico-racial multiculturalista do governo Lula e Dilma, administrada pela Fundação Nacional do Índio (FUNAI) e pela Secretaria Especial de Políticas de Promoção da Igualdade Racial (SEPPIR), já que entende ser contrária à etnicidade mestiça do brasileiro. Na 1ª Conferência Estadual de Políticas de Promoção da Igualdade Racial do Amazonas protestou contra o não reconhecimento da identidade cabocla pelo governo federal, através da SEPPIR.
Em torno de duas mil pessoas são associadas e filiadas ao movimento, o qual possui representação nos estados do Amazonas, Bahia, Ceará, Distrito Federal, Rio de Janeiro e São Paulo.
Cotas raciais
A organização se posiciona contrária ao sistema de cotas raciais no ensino superior e médio em que haja sistemas impessoais de seleção, defendendo cotas sociais. Assinou, em 2008, uma carta dirigida ao ministro Gilmar Mendes pedindo o fim das cotas raciais em Universidade públicas. Um representante da instituição participou também de uma audiência pública no Senado Federal em 2008, na qual defendeu a não aprovação do sistema de cotas raciais no Brasil, alegando que essa política não visa melhorar a vida dos mestiços, negros e outros grupos, mas dividir racialmente a sociedade brasileira e eliminar a sua identidade mestiça.
A organização foi selecionada para participar de uma audiência pública convocada pelo Supremo Tribunal Federal para debater a implementação de sistema de cotas raciais na UNB.
Datas comemorativas
Comemora anualmente o Dia do Caboclo (24 de Junho) e o Dia do Mestiço (27 de Junho), na cidade de Manaus, datas instituídas por demanda do movimento.